# Amini Fonua
Amini Tuitavake Britteon Fonua (Auckland, 14 dicembre 1989) è un nuotatore tongano, specializzato nello stile rana.

## Biografia
Ai Giochi del Pacifico di Numea 2011 ha vinto l'oro nei 50, 100 e 200 m rana. Ha partecipato ai Campionati mondiali di nuoto 2011, senza riuscire a vincere medaglie.
È stato alfiere di Tonga ai Giochi olimpici estivi di Londra 2012, dove è stato eliminato in batteria nei 100 metri rana, con il 41º tempo.
Nel 2013 ha dichiarato pubblicamente la sua omosessualità.
Ai Giochi del Pacifico di Port Moresby 2015 ha vinto l'argento nei 50 e 200 m rana e il bronzo nei 100 m rana.
Ai Giochi olimpici di Rio de Janeiro 2016 si è classificato 40º nei 100 metri rana, mentre a quelli di Tokyo 2020 è stato squalificato in batteria nella stessa disciplina.

## Palmarès
- Giochi del Pacifico

Numea 2011: oro nei 50 m rana; oro nei 100 m rana; oro nei 200 m rana;
Port Moresby 2015: argento nei 50 m rana; argento nei 200 m rana; bronzo nei 100 m rana;
- Campionati oceaniani

Apia 2010: oro nei 50 m rana; bronzo nei 200 m rana; bronzo nei 50 m farfalla;
Noumea 2012: oro nei 50 m rana; bronzo nei 50 m farfalla;